# 荞地乡
荞地乡，是中华人民共和国四川省凉山彝族自治州西昌市曾经下辖的一个乡。2019年12月，撤销阿七乡和荞地乡，设立阿七镇，以原阿七乡和原荞地乡所属行政区域为阿七镇的行政区域。

## 行政区划
荞地乡撤销前下辖以下地区：
九道村、白塔村、高山村、马桑村、荞地村和水塘村。